# La Spezia Centro
La Spezia Centro (ex C.R.D.D.)  è una società polisportiva della città di La Spezia.
Negli anni '50 e '60, la squadra di pallacanestro maschile ha disputato alcuni campionati di Prima Divisione Nazionale, attestandosi in serie C2 (attuale C Regionale) negli anni '80 e '90 del secolo scorso, fino a scomparire nei primi anni del XXI secolo e a trasferire al DLF La Spezia la propria attività giovanile, fiore all'occhiello della società degli ultimi decenni con svariate vittorie in tutte le categorie giovanili regionali.
Tra le attività attuali vi è il canottaggio. È una delle borgate che partecipano al Palio del Golfo della Spezia, con gli storici colori blu e rosso.

## Storia della squadra di canottaggio
Questa borgata rappresenta il centro storico della Spezia. Costituita nel 1936 come Regio Arsenale, è sempre rimasta fortemente legata alla Marina Militare ma ha cambiato nome diverse volte diventando prima C.R.D. Arsenale, quindi C.R.A.L. Marina, D.D.M. (vincitore del palio nel 1962), C.D.M. e, infine, stringendo un accordo con la circoscrizione di appartenenza, Borgata centro C.R.D.D.. Dal 2020 la nuova denominazione è La Spezia Centro. Ha vinto le edizioni del Palio del 1962 e del 1992.